# Ertugrul Edirne
Ertugrul Edirne (* 2. Januar 1954 in Hadimköy, Istanbul) ist ein türkischer Maler und Zeichner.
In Deutschland wurde er seit 1977 vor allem durch die Illustration zahlreicher Basteiheft-Reihen wie Gespenster Geschichten, Bessy, Lasso und Silberpfeil bekannt. Inzwischen gestaltet er im Wesentlichen Werbekampagnen bekannter Marken, entwirft Titelbilder für den belletristischen Bereich sowie CD- und LP-Cover, so für Romantruhe oder die Hörspielserie Gruselkabinett.
Seit Anfang der 1980er Jahre lebt und arbeitet Edirne in Deutschland.